# Pessina Cremonese
Pessina Cremonese (lombardul: La Pesìna) település Olaszországban, Lombardia régióban, Cremona megyében. Lakosainak száma 564 fő (2023. január 1.). Pessina Cremonese Cappella de’ Picenardi, Gabbioneta-Binanuova, Isola Dovarese, Pescarolo ed Uniti, Torre de’ Picenardi, Volongo és Ostiano községekkel határos.

## Népesség
A település lakossága az elmúlt években az alábbi módon változott:
| Lakosok száma | 667  | 626  | 627  | 564  |
|               | 2013 | 2017 | 2018 | 2023 |